# Mercedes-Benz S

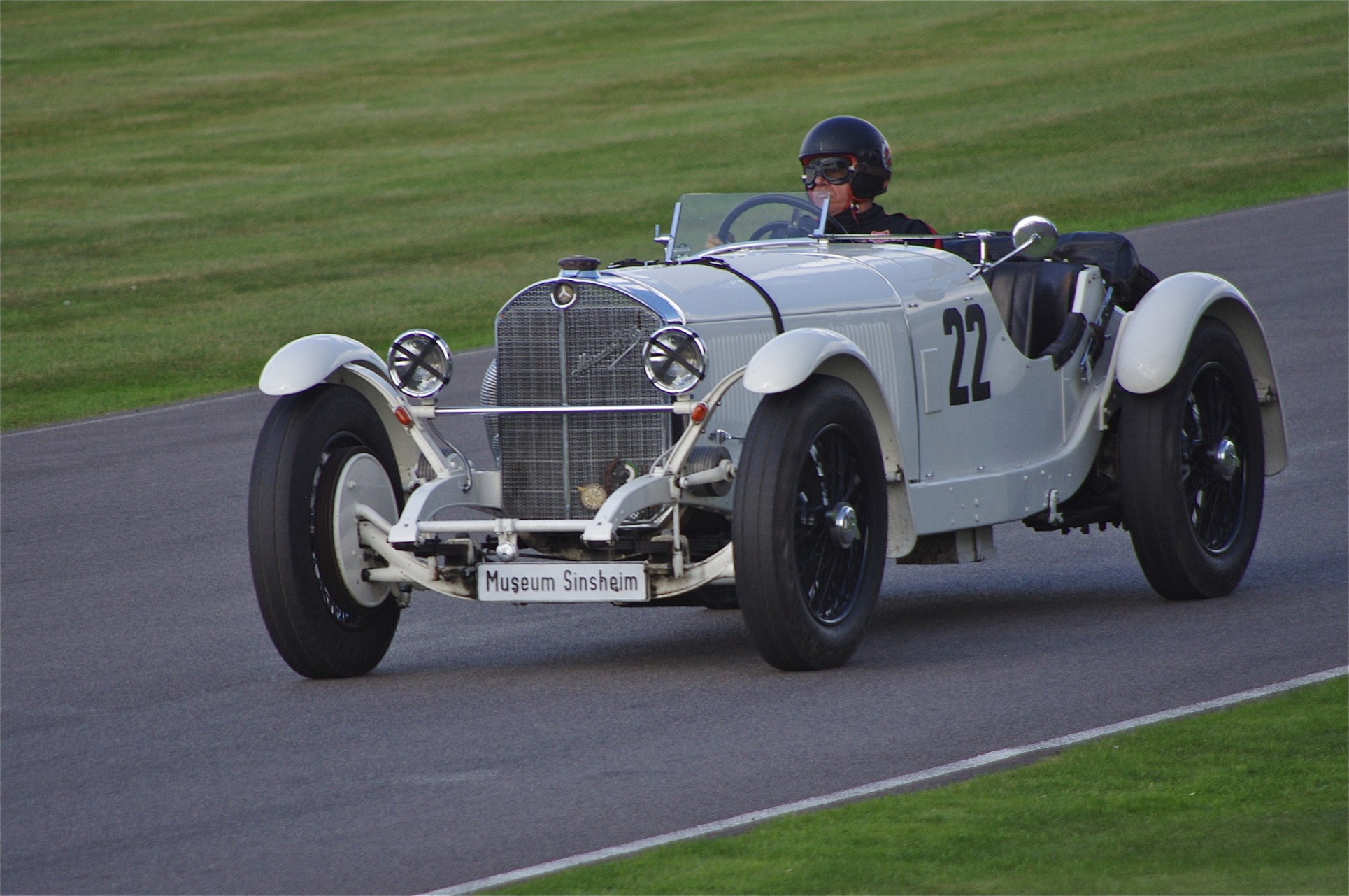
1929 Mercedes-Benz SSK

Mercedes-Benz S/SS/SSK/SSKL — серия спортивных автомобилей с компрессорными двигателями немецкой фирмы Mercedes-Benz производившихся в 1927—1933 годах. Одержали множество побед в различных соревнованиях и установили большое количество рекордов. Одни из первых автомобилей в которых комфорт, роскошь и надёжность сочетались со спортивными свойствами. Последняя серия автомобилей, которую Фердинанд Порше разработал для Mercedes, прежде чем он основал собственную фирму.

## История
Разработка автомобиля Mercedes-Benz S (Sport) началась в феврале 1927 года. Работой руководил Фердинанд Порше, новый главный конструктор созданного в 1926 году объединения фирм Даймлер и Бенц. Из-за недостатка финансирования было решено за основу взять ранее выпущенную модель K, которая в свою очередь была укороченной (kurz с нем. — «короткий») спортивной версией модели 24/100/140. Прежде всего, до 6,8 литров был увеличен рабочий объём двигателя, что повысило его мощность до 120 л. с. в обычном режиме работы и до 180 л. с. при включении наддува. Для улучшения распределения веса по осям, двигатель был смещён назад и опущен. Рессоры были перенесены под задний мост, что снизило высоту автомобиля, была также модернизирована тормозная система. В результате автомобиль стал меньше, легче и мощнее.
Устанавливаемый на заводе комфортабельный четырёхместный открытый кузов имел один недостаток — у него не было предусмотрено багажника. Поэтому при необходимости багаж возили в сумках, крепя их к подножкам автомобиля. Всё это создавало определённые трудности при посадке и высадке. Впрочем, кузов можно было заказать отдельно в одном из множества существовавших в те годы кузовных ателье. Автомобиль получил принятое в те годы обозначение 26/120/180 hp, основанное на значениях мощности двигателя (налоговая мощность, которая зависит от рабочего объёма двигателя/мощность/мощность с наддувом). Позже эти модели обозначались также как Mercedes-Benz 680 S.
Первое же появление автомобилей на публике 19 июня 1927 года на открытии гоночной трассы Нюрбургринг ознаменовалось их двойной победой. В дальнейшем автомобили этой серии, прозванные за габариты и цвет окраски «Белыми слонами», доминировали на гоночных трассах. От модели «К» им достались три посеребрённых выхлопных патрубка выходящих справа из моторного отсека и характерный вой компрессора, который соперники сравнивали со звуком труб Иерихона или криками Валькирии. Но главной особенностью этих автомобилей было то, что они были доступны частным лицам и вполне пригодны для обычной эксплуатации.
В 1928 году появилась модель Mercedes-Benz SS (Supersport) на которую был установлен новый двигатель увеличенного до 7,1 литров рабочего объёма и мощностью 140/200 л. с. В 1930 году двигатель был модернизирован и его мощность возросла до 160/200 л. с. Скорость таких автомобилей достигала 190 км/ч и они стали достойными преемниками модели S на гоночных трассах. Иногда их называют Mercedes-Benz 710 SS. Чуть позже, в 1928 году была создана укороченная версия модели — Mercedes-Benz SSK, Supersport Kurz (Суперспорт короткий). Уменьшение колёсной базы сделало его манёвреннее и легче. Mercedes-Benz SSK были особенно хороши на коротких трассах со множеством поворотов, таких как скоростной подъём в гору, очень популярный вид соревнований того времени. В 1931 году увидела свет облегчённая версия «короткой» модели — Mercedes-Benz SSKL, Supersport Kurz leicht (Суперспорт короткий лёгкий) созданная всего в нескольких экземплярах только для гонок.
Автомобили серии S принесли большую известность фирме Mercedes-Benz. Вильгельм Киссель, первый директор объединённой компании был прав, когда решил, что этот затратный проект станет рупором, с помощью которого имя Mercedes прозвучит на весь мир.
Небольшой объём выпуска этих моделей сделал их очень ценными для коллекционеров. Они являются «звёздами» любой выставки, а в каталогах старинных автомобилей, как правило, не имеют цены, которая оговаривается отдельно.
3 сентября 2004 года автомобиль Mercedes-Benz SSK 1929 года выпуска был продан с аукциона Bonhams за 7,443 млн долларов, войдя в десятку самых дорогих автомобилей в мире.
В 2012 году Mercedes-Benz S (680 S) 1928 года с кузовом Saoutchik (Савчик) выиграл американский «Конкурс элегантности в Пеббл-Бич» (Pebble Beach Concours d'Elegance). В августе 2013 года этот автомобиль был продан с аукциона за 8,25 млн долларов.

## Описание

### Mercedes-Benz S (1927—1928)

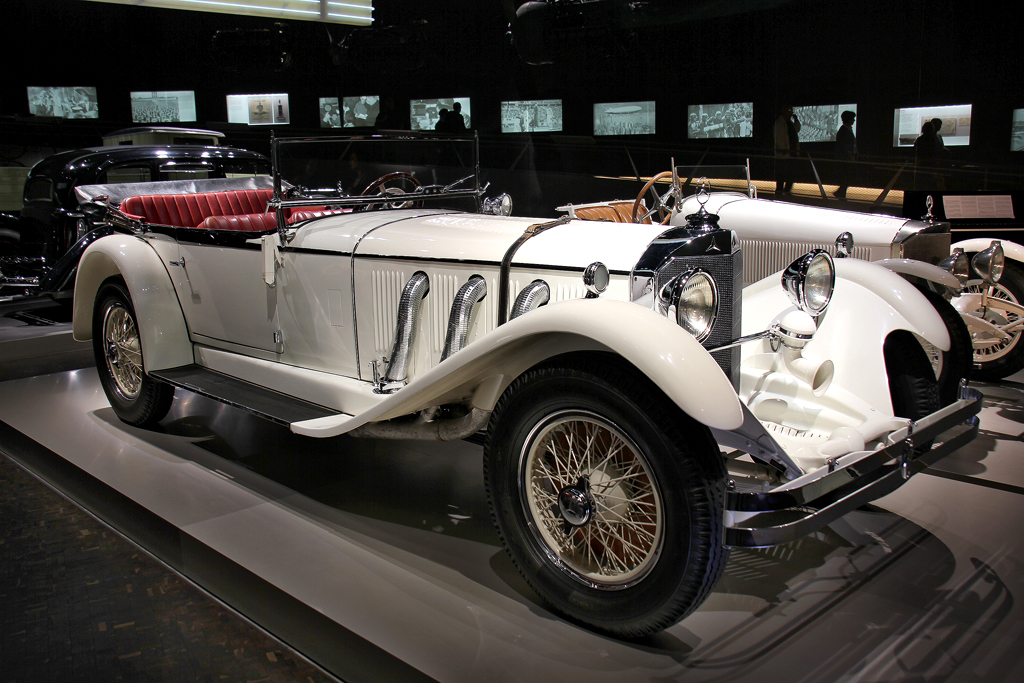
1928 Mercedes-Benz S

Основой автомобиля была рама из стальных катанных профилей U-образного сечения. На заводе на неё устанавливались двухдверные четырёхместные открытые кузова типа кабриолет. У спортивных версий автомобилей отсутствовали боковые дверцы и задний ряд сидений. Особо привередливые покупатели могли заказать кузов отдельно в одном из множества существовавших в те годы кузовных ателье.
Шестицилиндровый рядный двигатель (M 9856) рабочим объёмом 6,8 л и мощностью 120 л. с. устанавливался спереди продольно, вертикально. Четырёхопорный коленчатый вал с помощью конических шестерён приводил во вращение вертикальный вал, который, в свою очередь, передавал вращение на верхний распределительный вал. Распредвал воздействовал на вертикально расположенные клапаны, по два (впускной и выпускной) на цилиндр. Питание двигателя осуществлялось от двух карбюраторов с восходящим потоком смеси. Электрооборудование — 12-вольтовое. Для большей надёжности в каждом цилиндре было установлено по две свечи зажигания. Электрическое напряжение на одну свечу подавалось от магнето, а на другую от аккумуляторной батареи. Мотор имел водяное охлаждение и систему смазки под давлением.

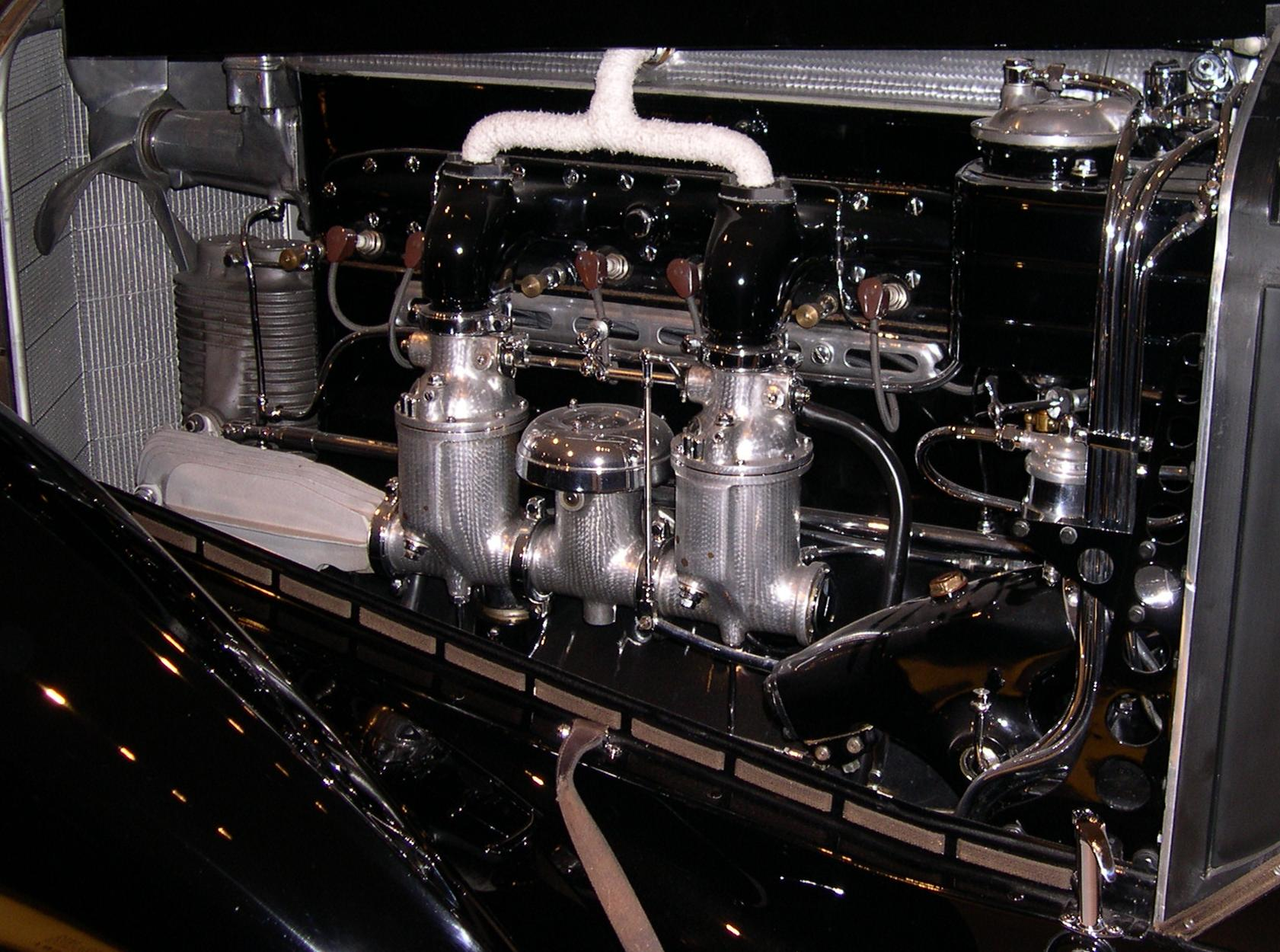
Двигатель 1930 Mercedes-Benz SSK, компрессор впереди двигателя подаёт сжатый воздух на вход двух карбюраторов

Двигатель оснащался механическим компрессором Рутса установленным вертикально в передней части двигателя, за радиатором. Вращение на компрессор передавалось с помощью конической передачи, он вращался в четыре раза быстрее коленвала. Нагнетатель подавал воздух под давлением до 0,3 бар на вход карбюратора. В приводе компрессора стояло сцепление, разомкнутое в обычном состоянии. Когда водитель прожимал педаль газа почти до самого пола, сцепление включалось, добавляя двигателю 60 л. с. мощности.
Сухое многодисковое сцепление передавало крутящий момент от двигателя на механическую четырёхступенчатую коробку передач. Далее, с помощью карданного вала вращение передавалось на дифференциал, расположенный в заднем мосту.
Передняя и задняя зависимые подвески представляли собой жёсткие мосты, прикреплённые к раме с помощью многолистовых полуэллиптических рессор. И спереди и сзади применялись фрикционные амортизаторы. Рулевой механизм — червячная передача без усилителя. Тормоза всех колёс барабанные, с чугунными барабанами и механическим приводом с усилителем. Колеса стальные со спицами, размерность шин высокого давления 30×5.00, низкого давления 6.50-20.
Обычные дорожные автомобили имели обозначение 26/120/180 hp, спортивные автомобили с более мощным двигателем обозначались как 26/170/225 hp.
Всего было сделано 146 автомобилей.

### Mercedes-Benz SS (1928—1933)

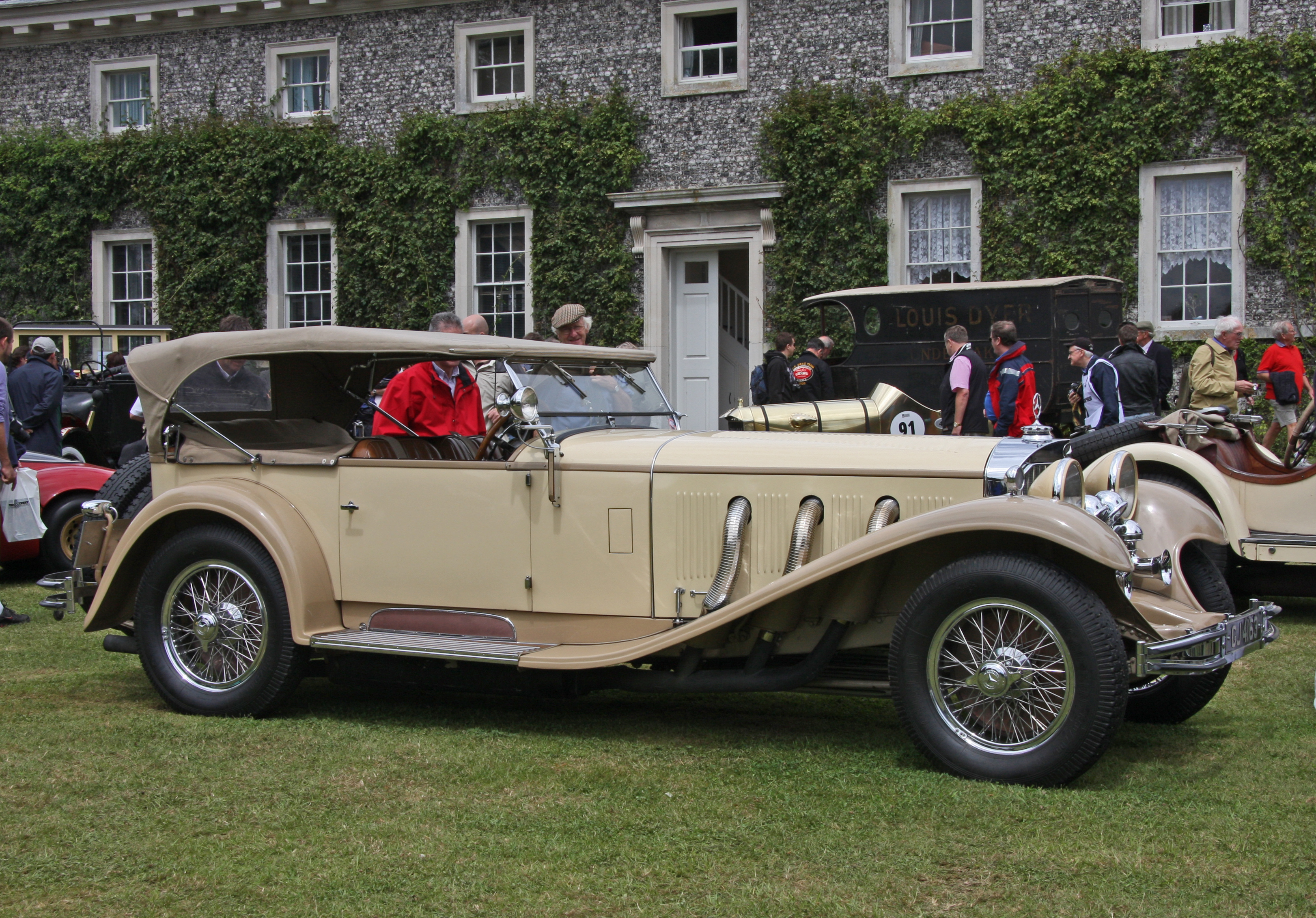
1930 Mercedes-Benz SS

Основным отличием модели «Супер Спорт» (Super Sport, SS), получившей внутреннее заводское обозначение W 06, был её новый двигатель (M 06). За счёт применения мокрых (непосредственно омываемых охлаждающей жидкостью) гильз удалось увеличить диаметр цилиндров и, довести рабочий объём двигателя до 7,1 л. Мощность его возросла до 140 л. с. в обычном режиме и до 200 л. с. при включенном наддуве. На автомобили стали устанавливать другую коробку передач с иными передаточными отношениями. Такие автомобили, выпускаемые в 1928—1929 годах, обозначались как 27/140/200 hp. В 1930 году двигатель был немного модернизирован, его мощность в режиме без наддува возросла до 160 л. с. и автомобили стали обозначаться как 27/160/200 hp. Кроме того, в течение всего периода выпуска на автомобили можно было установить форсированный двигатель с увеличенной до 6,2 степенью сжатия и мощностью в 170/225 л. с. Такие модели обозначались как 27/170/225 hp. Спортивные автомобили 1928 года имели ещё более мощный мотор и обозначение 27/180/250 hp.
Всего было изготовлено 111 автомобилей всех разновидностей.

### Mercedes-Benz SSK (1928—1932)

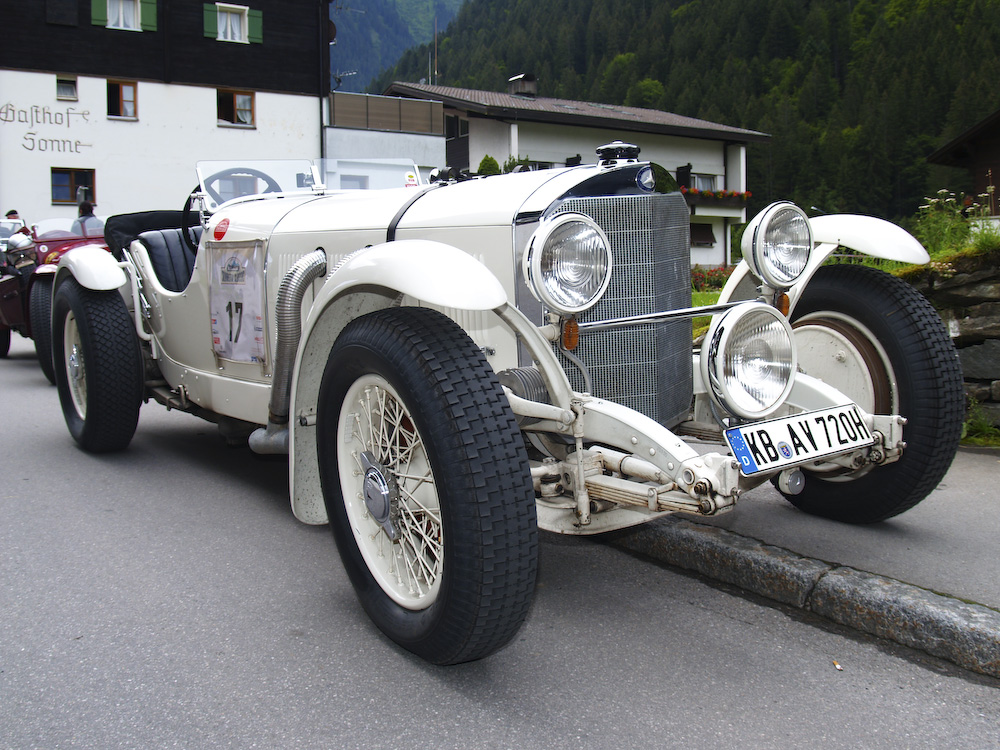
1930 Mercedes-Benz SSK

Укоротив на 450 мм колёсную базу автомобиля, конструкторы создали Mercedes-Benz SSK, Supersport Kurz («Суперспорт короткий»), внутреннее заводское обозначение W 06 II. Уменьшение колёсной базы, помимо повышения маневренности, позволило снизить массу автомобиля. Большинство автомобилей комплектовались двухместным открытым кузовом без дверей типа родстер. Но, всё же, несмотря на ограниченный выпуск, было сделано несколько экземпляров с оригинальными кузовами. Именно Mercedes-Benz SSK доминировал на гоночных трассах конца 1920-х, начала 1930-х годов, выиграл большое количество соревнований и установил множество рекордов. Как и базовая модель Mercedes-Benz SS, «короткий» поначалу оснащался двигателями мощностью 140/200 л. с. и имел обозначение 27/140/200 hp. Вскоре мощность двигателя в обычном режиме была повышена, и автомобиль получил обозначение 27/160/200 hp. Кроме того, существовали автомобили с более мощными двигателями 27/170/225 hp, заводской индекс W 06 III и гоночные модели 27/180/250 hp, заводской индекс WS 06.
В 1968 году американский гонщик Фил Хилл по заданию американского журнала Automobile Quarterly протестировал Mercedes-Benz SSK из коллекции Бриггса Каннингема. Автор отмечает, что автомобиль был в прекрасном состоянии и сразу завёлся без проблем, несмотря на холодную погоду. Двигатель работал потрясающе «мягко» и быстро реагировал на малейшее нажатие на педаль газа. Что поражало в этом автомобиле и привлекало к нему внимание, так это огромный капот. Несмотря на опасения, место водителя оказалось достаточно удобным. Звук выхлопа автомобиля оказался очень громким, но это было ничто по сравнению со звуком работающего компрессора, который включался по мере нажатия на педаль газа. Сразу стали понятны все эти возгласы возмущения людей, бушевавших по поводу воплей компрессора автомобиля.

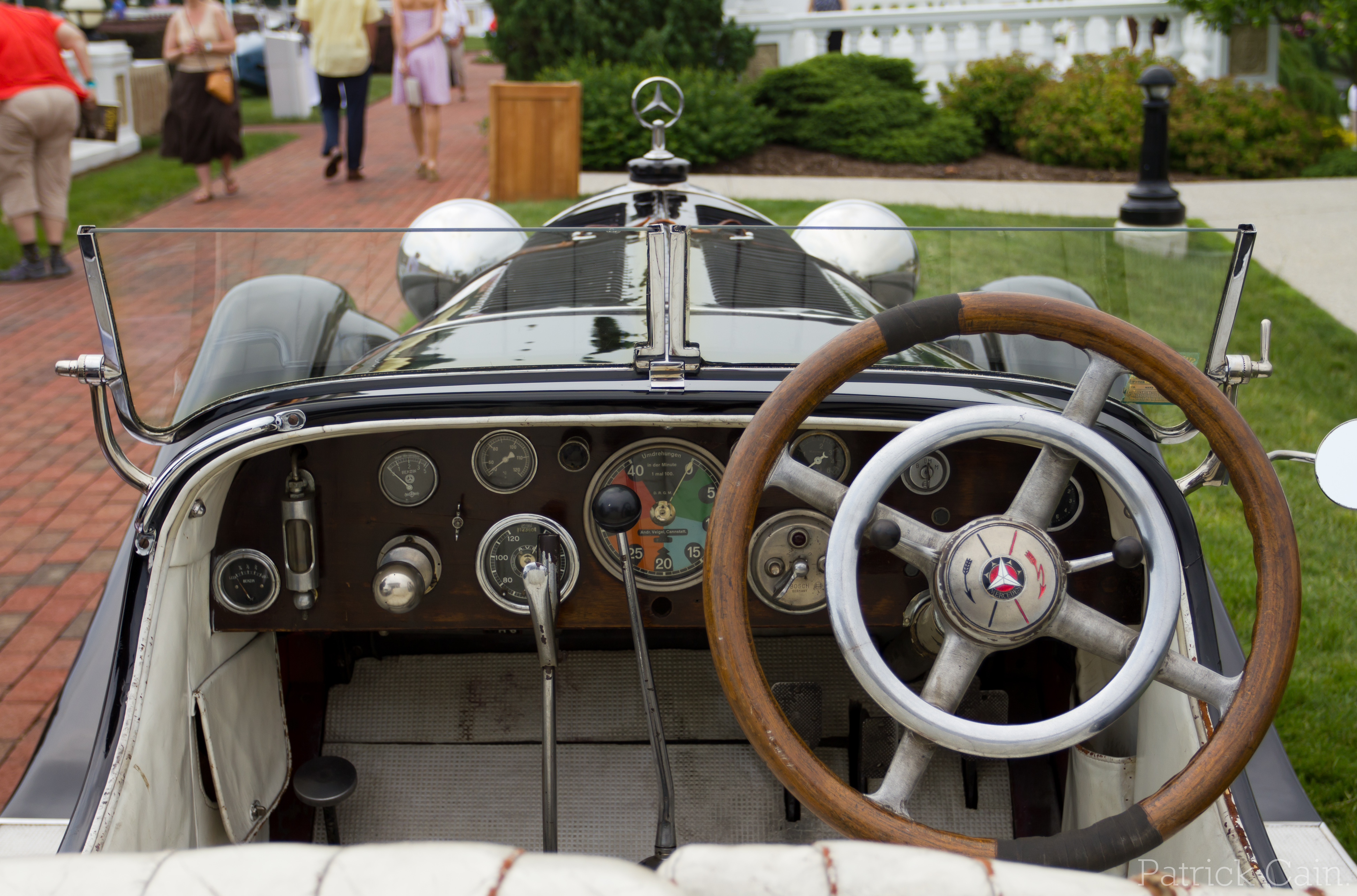
Салон Mercedes-Benz SSK

Как и у большинства автомобилей того времени, педали газа и тормоза были расположены «перевёрнуто», так что педаль газа находилась посередине. По мнению Хилла, так было намного удобнее «работать» носком и пяткой особенно в гоночных условиях.
В движении компрессор хорошо помогал на скоростях выше средней. Но при резких ускорениях большее впечатление производили быстрые перемещения стрелки тахометра, чем реальное движение автомобиля. Управляемость и тормозные свойства были просто потрясающими для автомобиля с жёсткими мостами на рессорах. Гонщик был поражён тем, как этот огромный и тяжёлый автомобиль входит в поворот. Чем резче управляешь автомобилем, отмечал он, тем лучше он держался дороги, а тормоза, не производя никаких посторонних звуков, реально останавливали автомобиль. Странные ощущения давала посадка на задней оси и впечатление от того, что автомобиль вращается вокруг тебя. Были некоторые проблемы с переключением передач. Как водитель не пытался, он не смог без скрежета переключиться с первой передачи на вторую. Переключения на других передачах происходили беспроблемно.
В целом автомобиль произвёл очень хорошее впечатление, и автор только пожалел о том, как мало осталось таких замечательных машин.
Всего, вместе с моделью SSKL, было изготовлено 33 автомобиля.

### Mercedes-Benz SSKL (1931)

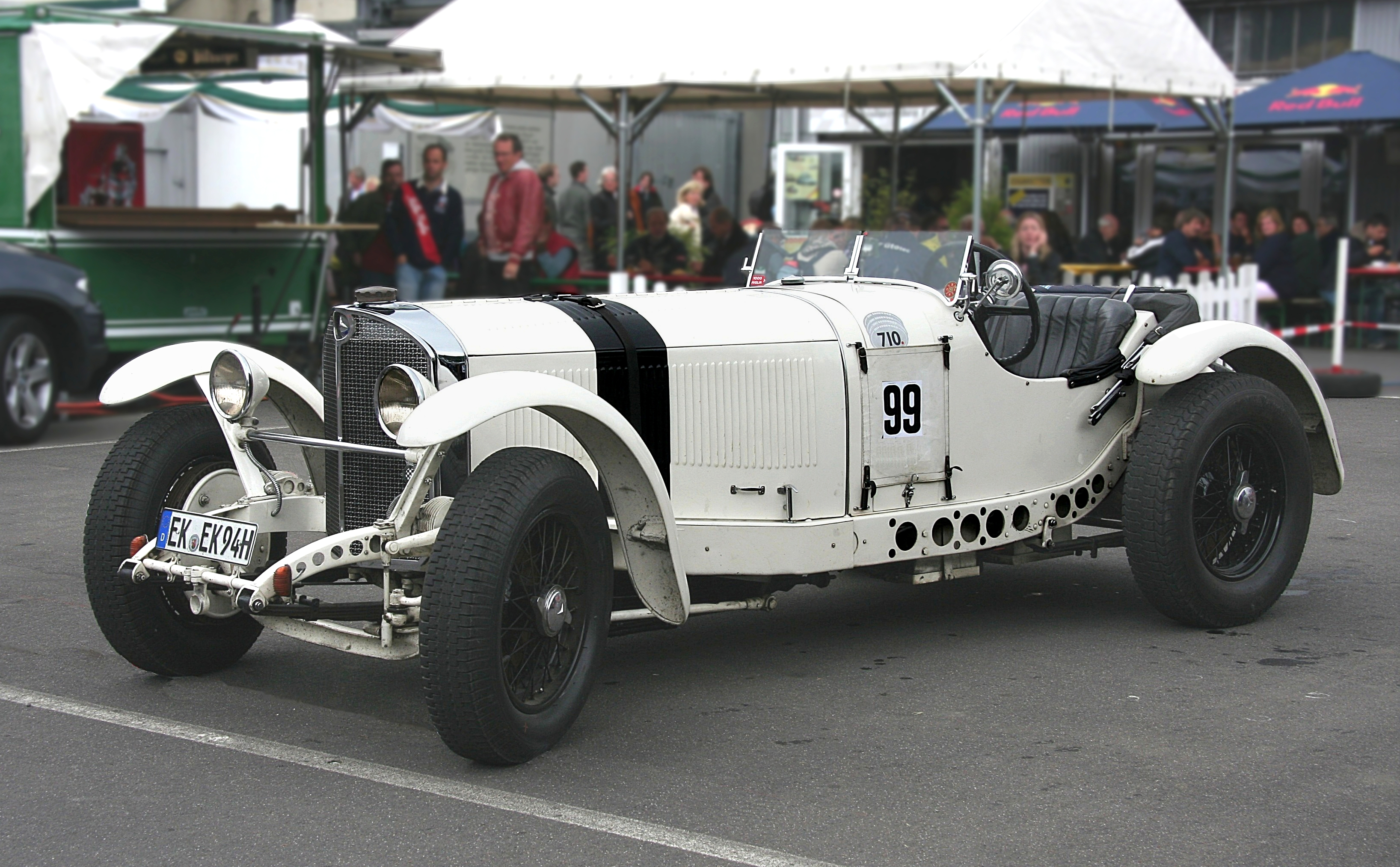
1931 Mercedes-Benz SSKL

Было построено всего несколько экземпляров Mercedes-Benz SSKL, Supersport Kurz leicht («Суперспорт короткий лёгкий»), заводской индекс W 06 RS, предназначенных только для гонок. Автомобиль был максимально облегчен, для этой цели даже в раме были высверлены отверстия. В результате удалось на 200 кг снизить его общую массу. На автомобили устанавливали специальный форсированный двигатель модели M 06 RS развивавший мощность до 300 л. с. Общепринятое для того времени обозначение автомобиля — 27/240/300 hp.

## Модификации

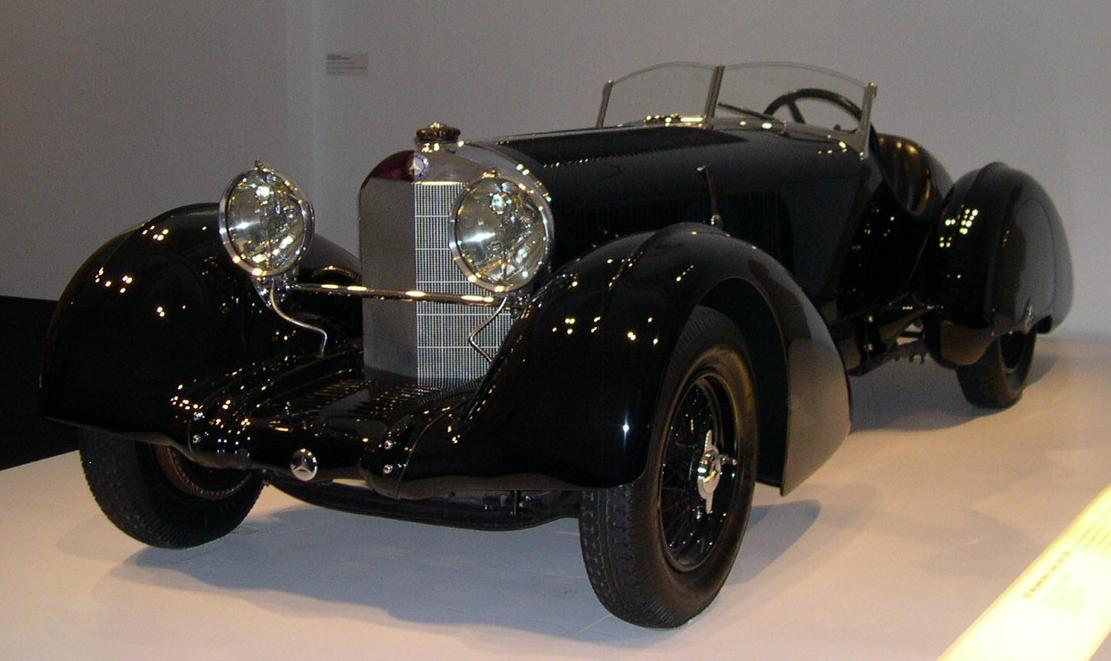
1930 Mercedes-Benz SSK «Count Trossi»

В то время, как большинство моделей SSK оборудовались заводскими облегчёнными спортивными кузовами, некоторые шасси отправлялись на специализированные фирмы для установки элегантных заказных кузовов.
Так, например, шасси Mercedes-Benz 710 SSK под номером 36038, приобретенное итальянским графом Карло Феличе Тросси у миланского агента компании, имело некоторые усовершенствования, не свойственные модели SSK. В частности, был установлен рядный шестицилиндровый двигатель с более высокой степенью сжатия, что позволило увеличить мощность до 300 лошадиных сил и 688 Н·м крутящего момента.
Граф Тросси отправил шасси для установки кузова британскому кузовному мастеру Вилли Вайту (англ. Willie White). Изготовленный по проекту графа из стали кузов представлял собой полностью открытый родстер, у которого не предусматривался даже лёгкий складной тент. Корпус автомобиля и его крылья имели обтекаемую каплеобразную форму, подчёркнутую складкой проходящей по верхнему краю крыльев. Форма капота точно повторяла линию решётки радиатора, а угол среза задней кромки боковин капота соответствовал углу наклона ветрового стекла.
Весь облик автомобиля был модернизирован. Для придания ему более низкого профиля были использованы 18-дюймовые колёса, за которыми просматривались медные тормозные барабаны, специально разработанные для лучшего охлаждения. Первоначальный красный цвет колёс был изменён, также как и цвет кожаной обивки салона, на черный. В этот же цвет был окрашен и кузов автомобиля.
В настоящее время автомобиль находится в коллекции Ральфа Лорена.

## Спорт

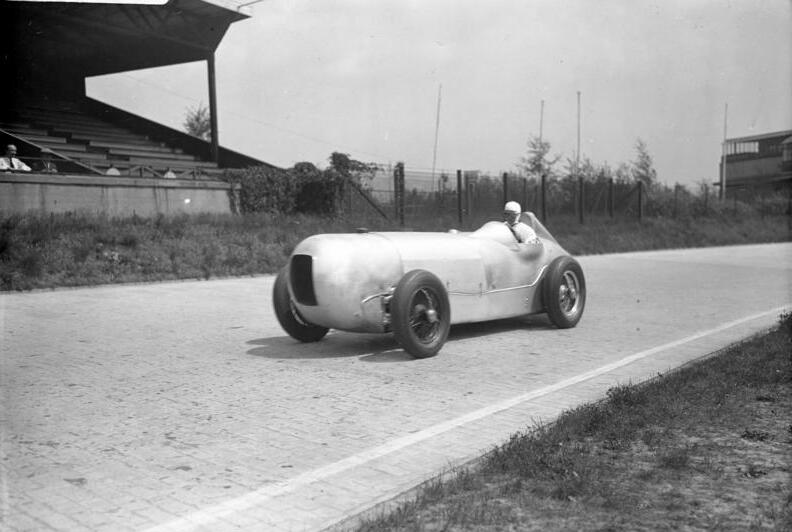
1932 Mercedes-Benz SSKL по прозвищу «Огурец» на трассе АФУС

19 июля 1927 года первое появление Mercedes-Benz S на Гран-при Германии, впервые проводившегося на Нюрбургринге, закончилось полным триумфом — автомобили заняли первые три места. Через год — 15 июля 1928 года — Рудольф Караччола вновь был первым на Гран-при Германии на новом автомобиле Mercedes-Benz SS. В августе 1929 года он выиграл 410-мильную гонку «International Tourist Trophy» в Ирландии. В июле 1930 года Караччола выиграл Гран-при Ирландии на автомобиле Mercedes-Benz SSK, преодолев 300 миль со средней скоростью 139 км/ч. В сентябре на том же автомобиле он стал чемпионом Европы по скоростному подъёму в гору (European Hill-Climb Champion). В апреле 1931 года Рудольф Караччола и Вильгельм Себастьян (Wilhelm Sebastian) на Mercedes-Benz SSKL выиграли «Милле Милья» — 1000-мильную гонку на выносливость в Брешиа (Италия). Караччола стал первым неитальянским пилотом, выигравшим это соревнование. В сентябре он вновь стал чемпионом Европы по подъёму в гору (European Hill-Climb for Sports Cars Championship).
22 мая 1932 года Манфред фон Браухич на трассе АФУС (Avus) в Берлине установил мировой рекорд скорости в 200 км/ч для своего класса автомобилей. Для этого соревнования был подготовлен специальный Mercedes-Benz SSKL с кузовом обтекаемой формы, которому Браухич дал прозвище «Огурец».